# Ioannis Theodoropoulos
Ioannis Theodoropoulos (Grieks:Ιωάννης Θεοδωρόπουλος) (Evrytania) was een Grieks atleet, die gespecialiseerd was in het polsstokhoogspringen. Hij nam eenmaal deel aan de Olympische Spelen en won bij die gelegenheid een bronzen medaille.

## Biografie
In 1896 was hij een van de vijf deelnemers was aan het polsstokhoogspringen tijdens de Olympische Zomerspelen in Athene. Hij kwam samen met Evangelos Damaskos niet verder dan een bescheiden 2.60 meter, de twee Amerikaanse springers behaalden hoogtes van 3.20 en 3.30 meter. Theodoropoulos behaalde een gedeelde derde plaats.-----
In zijn actieve tijd was hij aangesloten bij Ethnikos Gymnastikos Syllogos.

## Palmares

### polsstokhoogspringen
- 1896:  OS - 2.60 m